# Кубок Молдови з футболу 1995—1996
Кубок Молдови з футболу 1995–1996 — 5-й розіграш кубкового футбольного турніру в Молдові. Титул вперше здобув Конструктурул (Кишинів).

## 1/8 фіналу
| Команда 1               | Заг. | Команда 2                    | 1-й матч | 2-й матч |
| ----------------------- | ---- | ---------------------------- | -------- | -------- |
| Тилігул (Тирасполь)     | 7:0  | Спортул Студенцеск (Кишинів) | 3:0      | 4:0      |
| Вієрул (Синжерей) (2)   | 0:20 | Зімбру                       | 0:4      | 0:16     |
| Конструктурул (Кишинів) | 3:1  | Сперанца                     | 1:0      | 2:1      |
| Спуманте (Криково)      | 4:1  | Лімс Вітал (Аненій-Ной) (2)  | 2:0      | 2:1      |
| Флакера (Німереука) (3) | 3:8  | Локомотив (Бєльці) (3)       | 1:4      | 2:4      |
| Тигина (Бендери)        | 6:1  | Торентул (Кишинів)           | 1:1      | 5:0      |
| Чукур (Окниця) (2)      | 0:5  | Локомотив (Бессарабка) (2)   | 0:2      | 0:3      |
| Агро (Кишинів)          | 2:4  | Ністру (Атаки)               | 1:1      | 1:3      |

## 1/4 фіналу
| Команда 1                  | Заг.         | Команда 2               | 1-й матч | 2-й матч |
| -------------------------- | ------------ | ----------------------- | -------- | -------- |
| Зімбру                     | 1:2          | Тилігул (Тирасполь)     | 1:1      | 0:1      |
| Ністру (Атаки)             | 1:1 пен. 3:4 | Конструктурул (Кишинів) | 0:1      | 1:0      |
| Локомотив (Бєльці) (3)     | 1:8          | Спуманте (Криково)      | 1:2      | 0:6      |
| Локомотив (Бессарабка) (2) | 2:0          | Тигина (Бендери)        | 0:0      | 5:0      |

## 1/2 фіналу
| Команда 1               | Заг. | Команда 2                  | 1-й матч | 2-й матч |
| ----------------------- | ---- | -------------------------- | -------- | -------- |
| 17 квітня/1 травня 1996 |      |                            |          |          |
| Спуманте (Криково)      | 1:5  | Тилігул (Тирасполь)        | 0:2      | 1:3      |
| Конструктурул (Кишинів) | 5:3  | Локомотив (Бессарабка) (2) | 4:1      | 1:2      |

## Фінал
| 12 травня 1996 |

| Конструктурул (Кишинів)    | 2:1      | Тилігул (Тирасполь) |
| -------------------------- | -------- | ------------------- |
| Твердохлібов 24' Кучук 65' | Протокол | Мельников 87'       |

| Республіканський стадіон, Кишинів Глядачів: 3 000 Арбітр: Тудор Чепой |